# Cnaeus Domitius Curvius
Les frères Cnaeus Domitius Curvius, Lucanus et Tullus, sont des sénateurs et consulaires romains influents sous les règnes des Flaviens à Trajan. Ils sont à la tête d'une immense fortune. Marc Aurèle est leur arrière petit-fils. Les noms complets des deux frères sont Cnaeus Domitius Afer Titius Marcellus Curvius Lucanus et Cnaeus Domitius Afer Titius Marcellus Curvius Tullus. Ils sont les fils adoptifs du célèbre Domitius Afer, riche sénateur, brillant orateur et avocat.

## Biographie

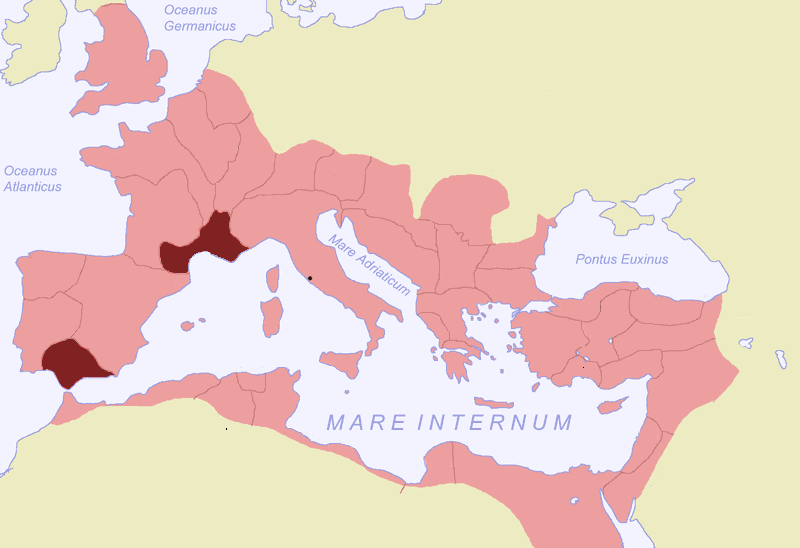
La Bétique et Narbonnaise.

### Ascendance
Leur père est Sextus Curvius Tullus, et ils sont sans doute les petits-fils de Sextus Curvius Silvinus, questeur en Bétique sous Auguste ou Tibère. La famille paternelle est soit originaire d'Italie, soit de Gaule narbonnaise>. Leur père finit sa vie en exil,. Leur mère se nomme probablement Dasumia Polla, et elle appartiendrait à une famille de l'élite de Bétique d'origine italienne.
Sous Caligula, ou peu de temps après, vers 41,, ils sont adoptés par le célèbre Domitius Afer, d'origine narbonnaise, précisément de Nîmes, qui a été consul suffect en 39,. C'est un riche sénateur et brillant orateur des règnes de Tibère à Néron. La raison de l'adoption est toutefois inconnue.
Les relations du père adoptif avec le père biologique sont très mauvaises, puisque Pline le Jeune rapporte que Domitius Afer a contribué à la ruine et à la perte de la citoyenneté de Curvius Tullus, ce qui signifie sans doute qu'il est impliqué dans les accusations qui ont conduit à son bannissement.
Les relations entre l'orateur et ses enfants adoptifs sont elles aussi tendues si l'on en croit Pline, mais nous en ignorons également la raison. Le père adoptif a pris des mesures pour confisquer les propriétés du père biologique mais échoue à modifier son propre testament. Par conséquent, quand il décède en 59, les deux fils adoptifs héritent des biens de leurs pères adoptif et biologique,.

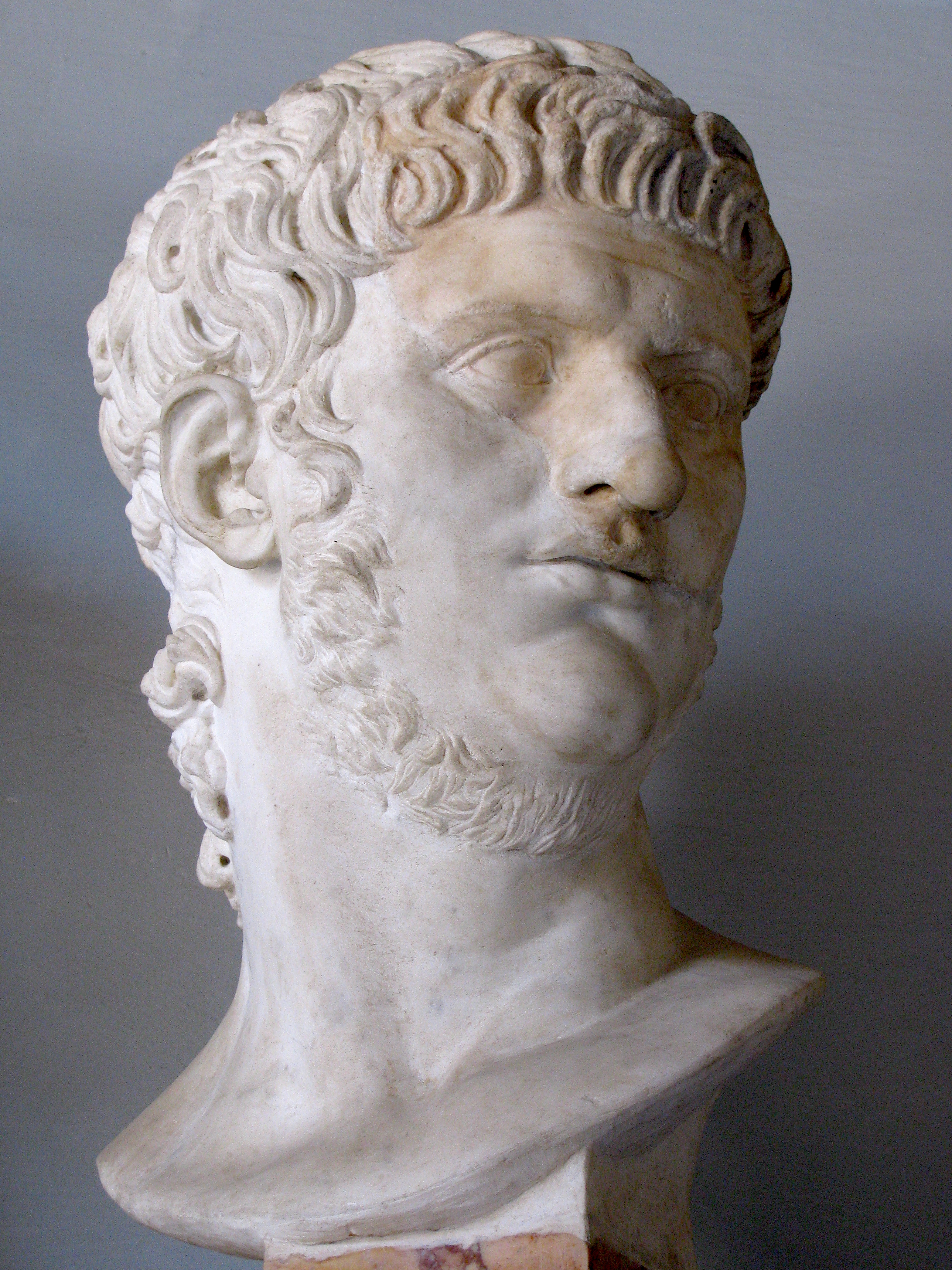
L'empereur Néron (54 à 68).

### Carrières sénatoriales
Les deux frères ont une carrière très semblable, quoique celle de Tullus est un peu plus brillante que celle de son frère. Ils ont une carrière sénatoriale des plus classiques pour le Haut Empire, que l'on connaît grâce à une inscription à Fulginia en Ombrie, ville dont ils sont les patrons. L'ordre des décurions de la cité fait ériger une inscription dédicacée en leur honneur.
Chacun commence par une des fonctions mineures au sein du vigintivirat, premier échelon de la carrière sénatoriale. Tullus est decemvir stlitibus iudicandis, soit un des dix « chargé de régler les différends d’état civil » tandis que Lucanus commence sa carrière en étant quattuorvir viarum curandarum, c'est-à-dire un des quatre « chargé d'assister les édiles dans les tâches de voirie ». Comme il se doit ensuite, ils servent en tant que tribun militaire, tous deux dans la legio V Alaudae, en Germanie inférieure.
La carrière sénatoriale proprement dite commence alors. D'abord la questure, soit dans une province sénatoriale, soit à Rome. Tullus est questeur auprès de l'empereur Néron, en tant que secrétaire et porte-parole. Il doit peut-être ce poste à Rome à la position et réputation de son père adoptif, qui est un sénateur très influent sous Néron. Son frère Lucanus sert en province, en tant que questeur propréteur en Afrique. Ensuite, c'est soit l'édilité, soit le tribunat de la plèbe, qui sont des magistratures identiques sous l'Empire, et on sait que Lucanus est tribun.

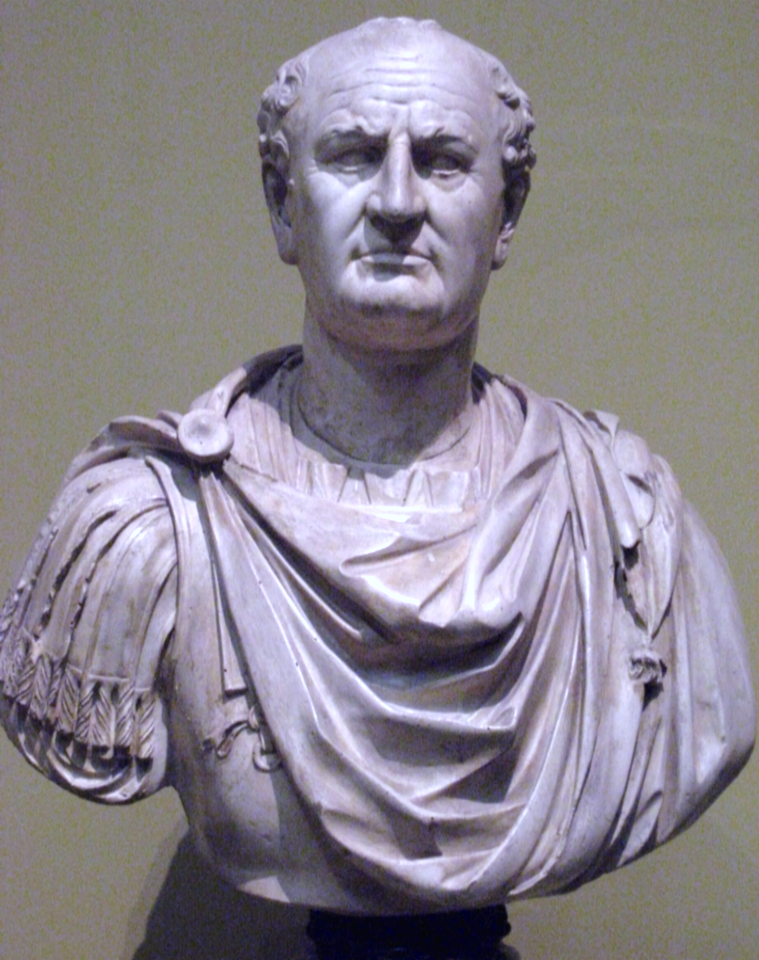
L'empereur Vespasien (69 à 79).

Ils sont tous deux faits patriciens en même temps, probablement pendant la censure de l'empereur Vespasien et de son fils Titus, en 73/74. Lucanus et Tullus sont membres d'un des collèges religieux dès les années 70. Lucanus est Septemvir epulonum, prêtre qui préside aux festins donnés en l’honneur des dieux tandis que son frère Tullus est membre du collège des fétiaux, principalement chargé dans les relations entre Rome et les autres peuples à ce que la pax deorum ne soit pas brisée. Par ailleurs, Tullus est peut-être aussi Septemvir epulonum.
En 74 ou peut-être en 77/78, ils sont praefectus auxiliorum omnium adversus Germanos, c'est-à-dire commandant d'un groupe d'unités auxiliaires lors des campagnes difficiles mais victorieuses de Vespasien contre les Germains. La carrière sénatoriale continue par la préture, qu'ils atteignent tous les deux. Ils sont ensuite légat prétorien dans la province d'Afrique.
Le consulat couronne la carrière sénatoriale. Il s'agit d'un consulat suffect et non éponyme pour les deux frères, sans doute dans la deuxième moitié des années 70 pour Lucanus et peut-être dès 74 pour Tullus.
Ils servent ensuite en tant que gouverneur d'une province, en l’occurrence à nouveau en Afrique, la plus importante des provinces sénatoriales avec l'Asie, où il faut être de rang consulaire. Lucanus est proconsul vers 84/85 et son frère Tullus lui succède vers 85/86, Lucanus restant dans la province en tant que légat de son frère.

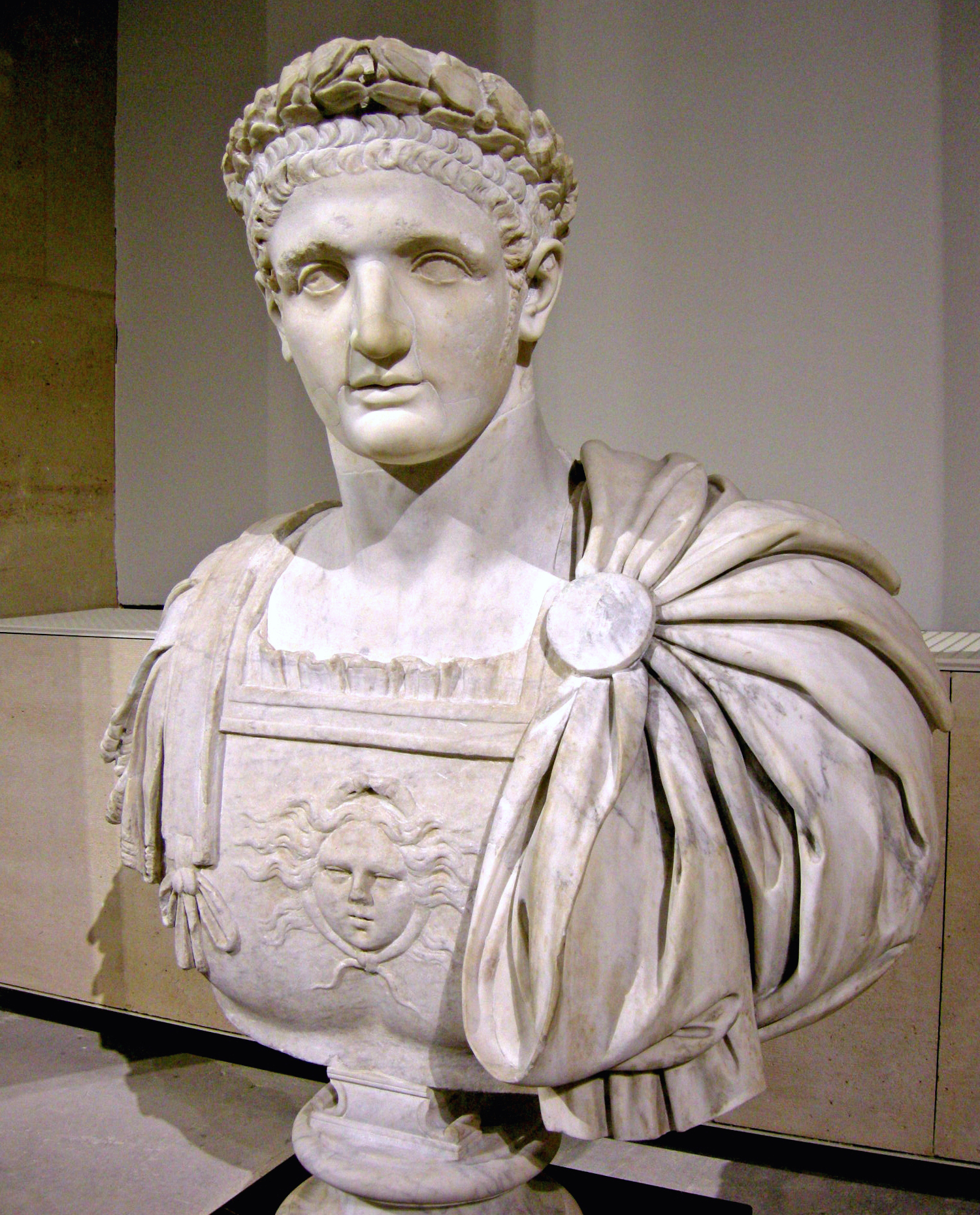
L'empereur Domitien (81 à 96).

Ils font peut-être parti tous les deux du cercle impérial de Domitien.
Lucanus décède probablement vers 93/94, à la fin du règne de ce dernier.
Son frère est à nouveau consul suffect en 98, où il succède dès les premiers jours de janvier à l'empereur Nerva, qui décède à la fin du mois. Il exerce ce mandat de consul suffect aux côtés du César puis empereur Trajan avant d'être remplacé par Frontin. Il semble donc être un des proches de Nerva et être l'un des principaux soutiens de Trajan.

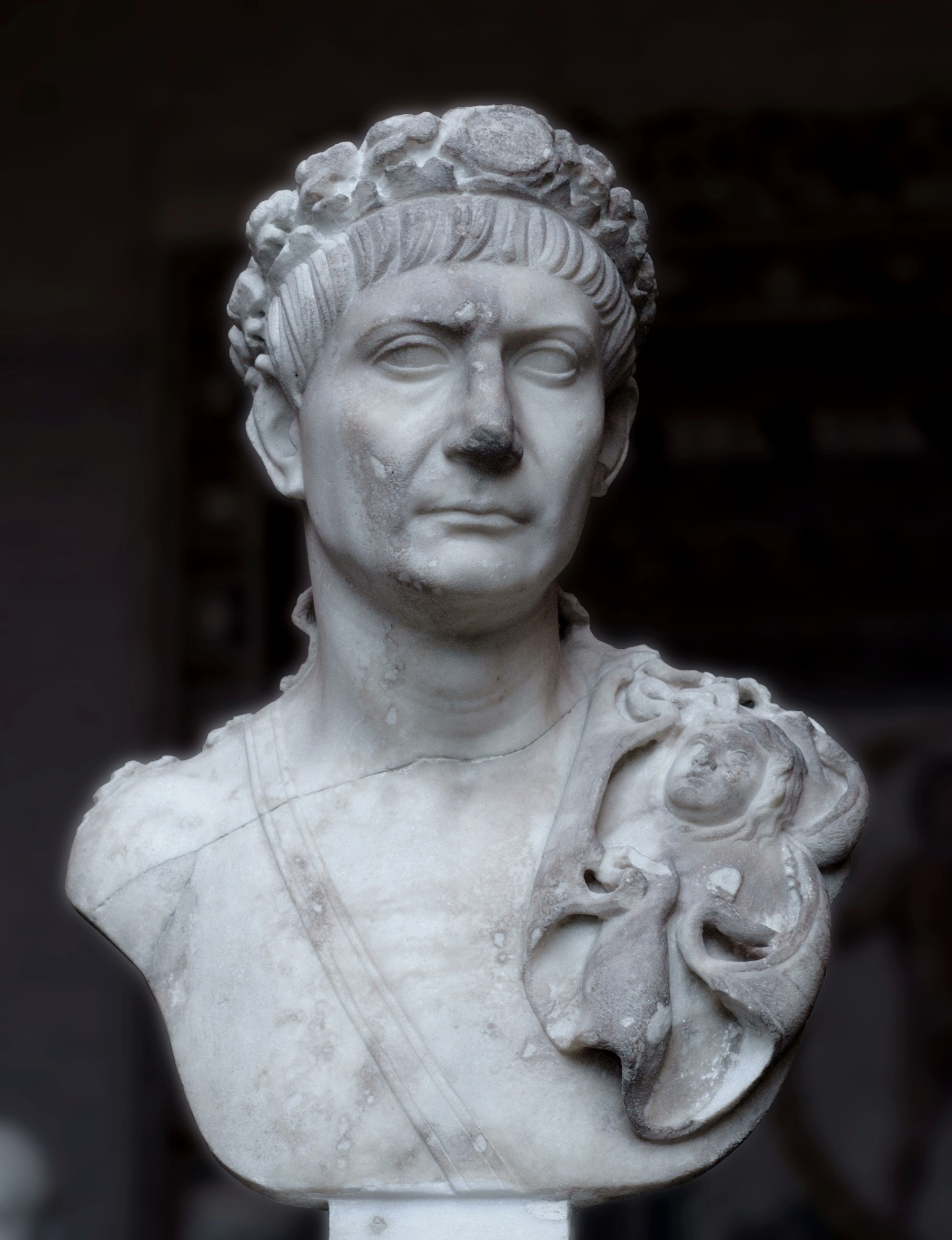
L'empereur Trajan (98 à 117).

Il fait probablement partie du cercle restreint autour du nouvel empereur durant son règne, aux côtés de consulaires comme Lucius Licinius Sura et Quintus Sosius Senecio.
Domitius Tullus décède sûrement en l'an 108 ou au début de l'année suivante, date du testament épigraphique dit « de Dasumius », qui lui est parfois attribuée, et de la lettre de Pline se référant à son testament.

### Fortune et biens
Les deux frères gèrent leur considérable fortune foncière en indivision,. Ils sont en effet extrêmement proches, vivant comme deux pater familias égaux dans leurs propriétés. Martial rapporte l'affection qu'ils ont l'un pour l'autre,.
Ils possèdent des propriétés dans la cité de Fulginia, en Ombrie, dont ils sont les patrons, à Asciano, en Étrurie, autour de Pompéi, en Campanie, ainsi que dans le Picenum et en Sardaigne. Ils collectionnent aussi de nombreuses œuvres d'art.
Les deux frères ont d'importants liens avec la Bétique et ils possèdent probablement des biens dans cette région, provenant de l'héritage maternel. Ils ont aussi des liens avec la Gaule narbonnaise, leur père biologique y étant peut-être originaire, et leur père d'adoption étant de Nîmes.
Ils sont notamment à la tête d'une importante figline, c'est-à-dire une briqueterie ou tuilerie. Cette activité leur vient de leur père adoptif,. Cette industrie est considérée comme une activité agricole, et elle peut donc être menée par des sénateurs.
Aux Ier et IIe siècles, de très nombreux monuments de Rome sont construits en brique, qui est le matériau de base. Les deux frères et leurs héritières sont vraisemblablement à la tête des fabriques de briques les plus importantes de Rome. De nombreuses briques sont estampillées des frères Domitii puis des Domitia Lucilla, leur fille et petite-fille, puis de leur descendance impériale, notamment pour des briques du Colisée des Flaviens, des marchés de Trajan, du Panthéon et du mausolée d'Hadrien et même des thermes de Caracalla puis ceux de Dioclétien. Leur entreprise produit des briques qui ont été retrouvées dans tout l'Empire romain.

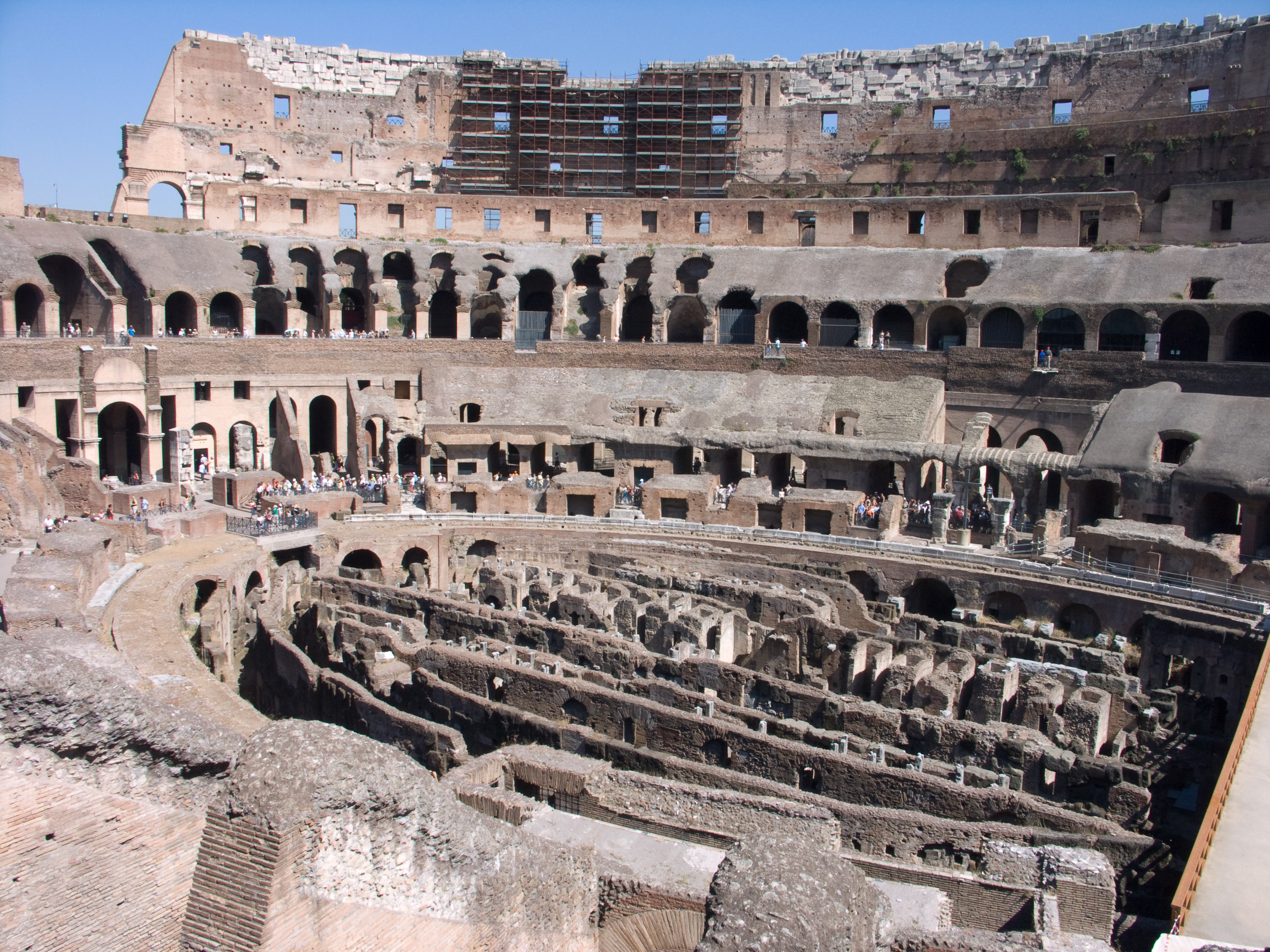
Vue intérieure du Colisée
Vue extérieure du Colisée
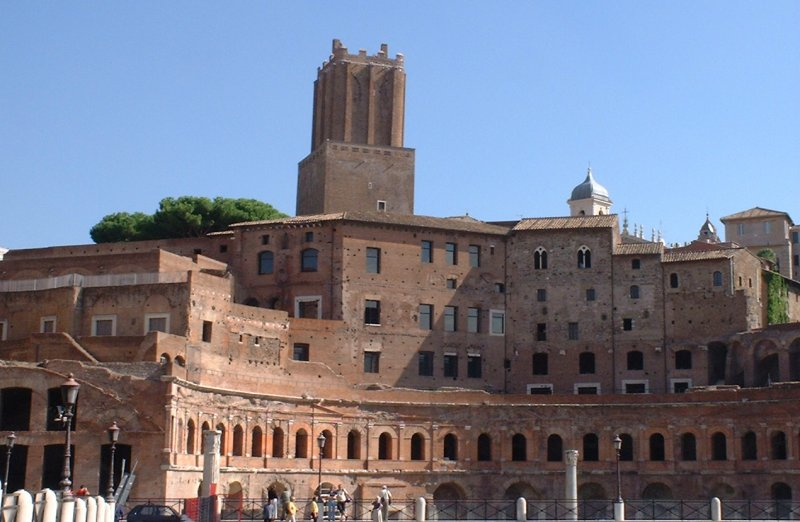
Les marchés de Trajan
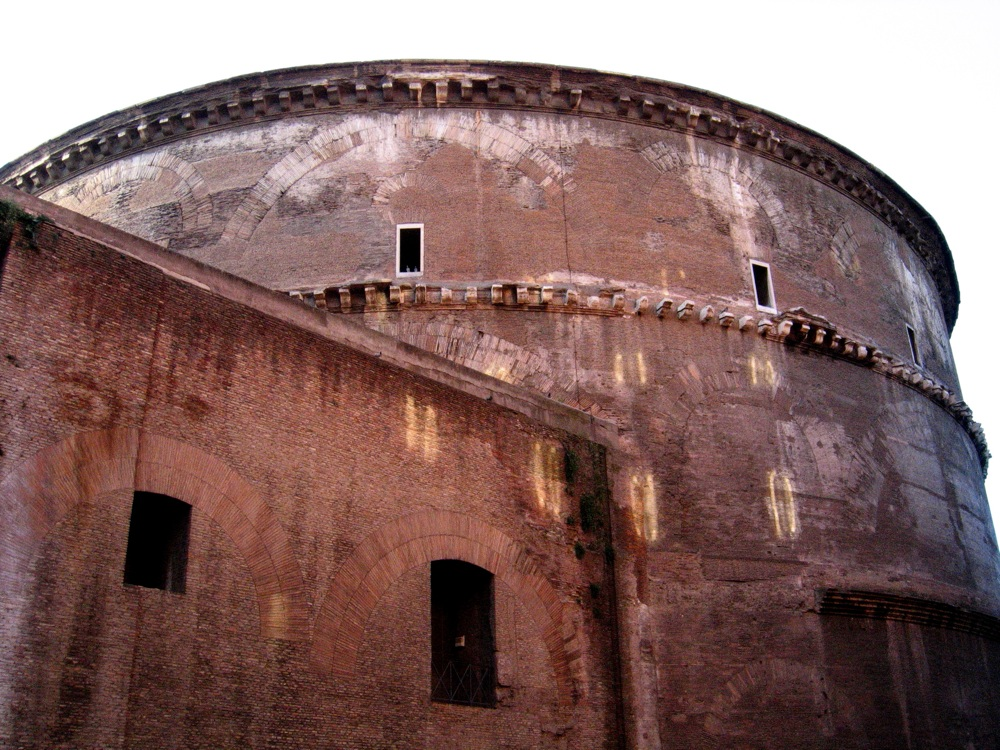
Le Panthéon de Rome
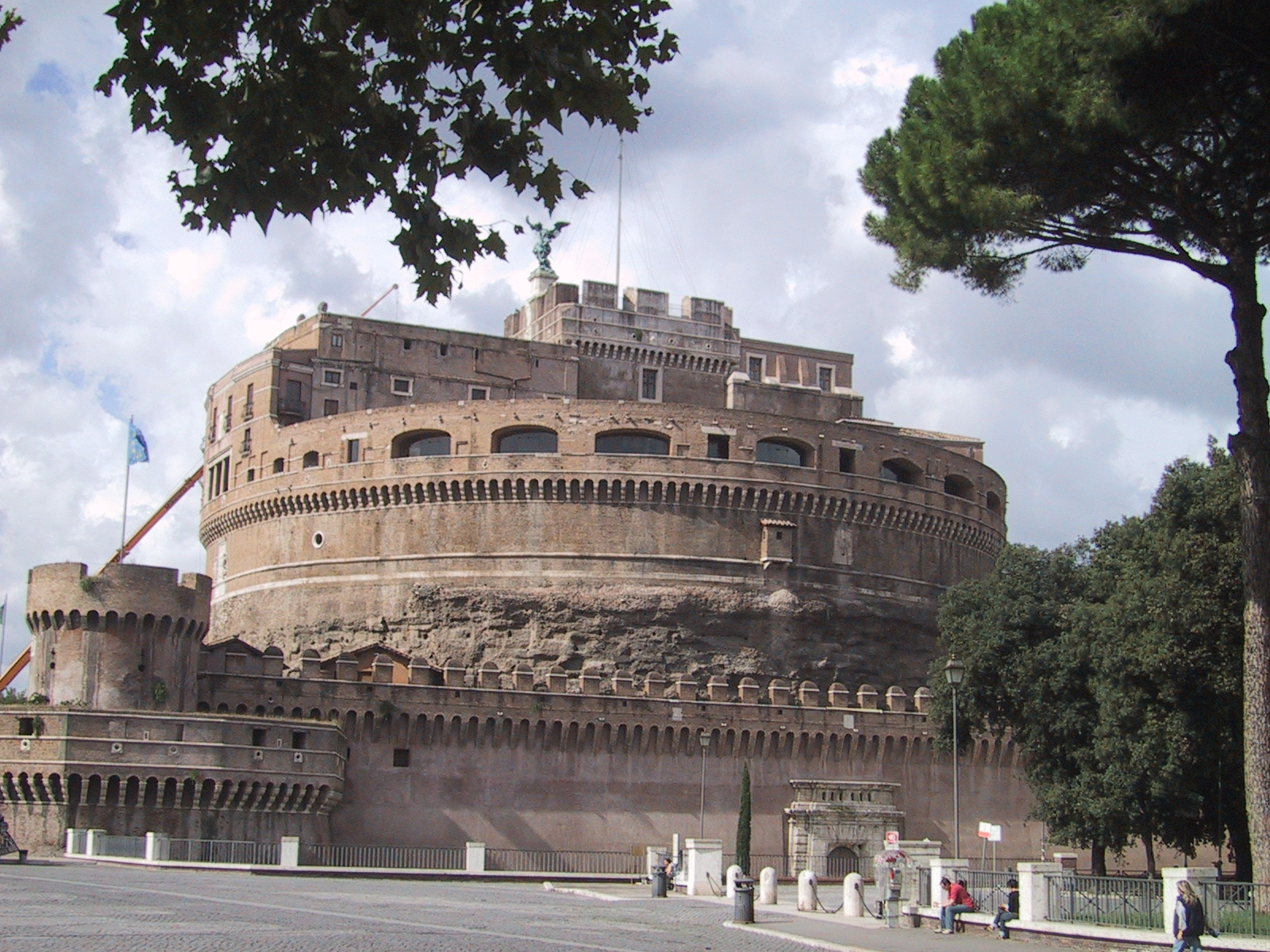
Le mausolée d'Hadrien
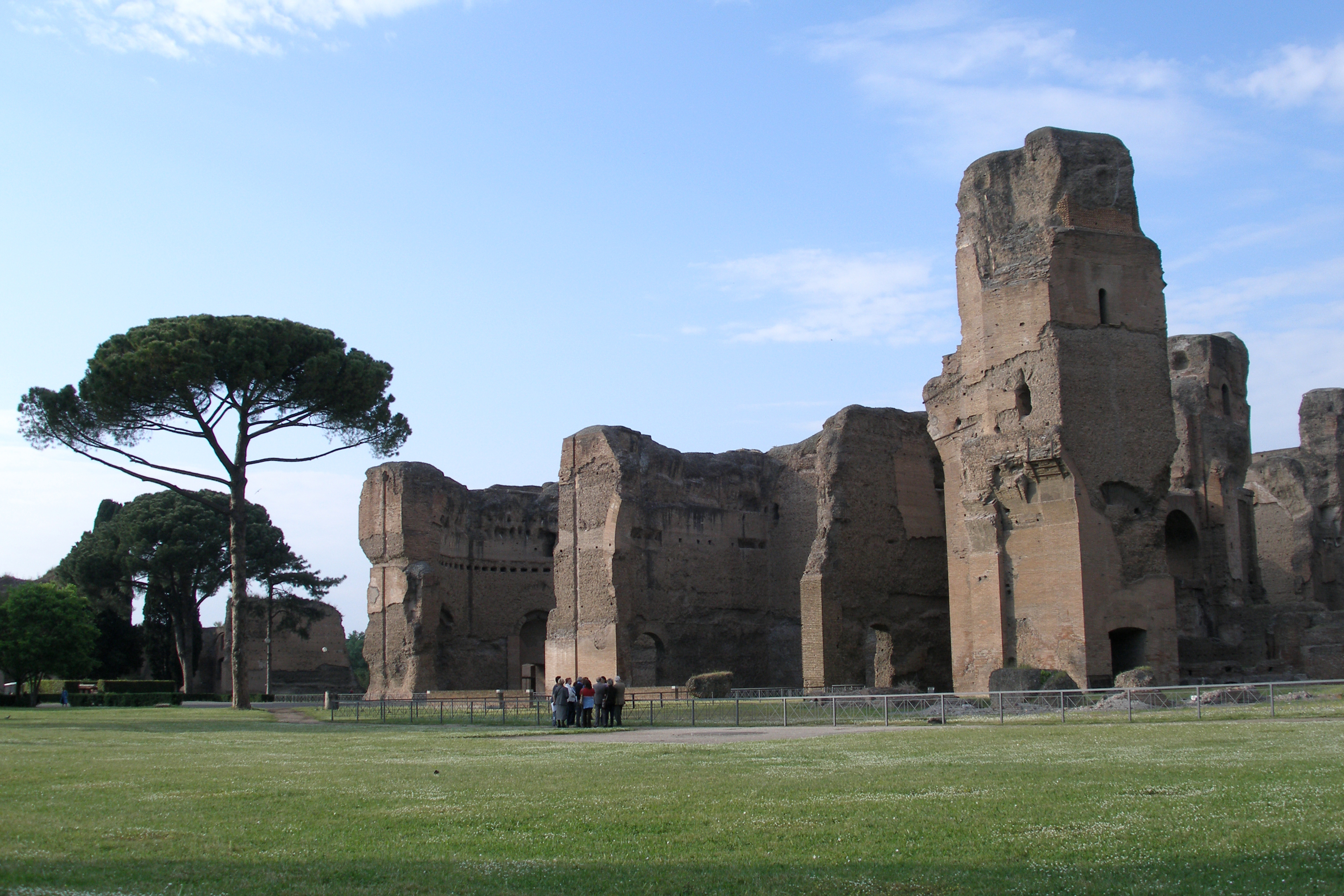
Les thermes de Caracalla
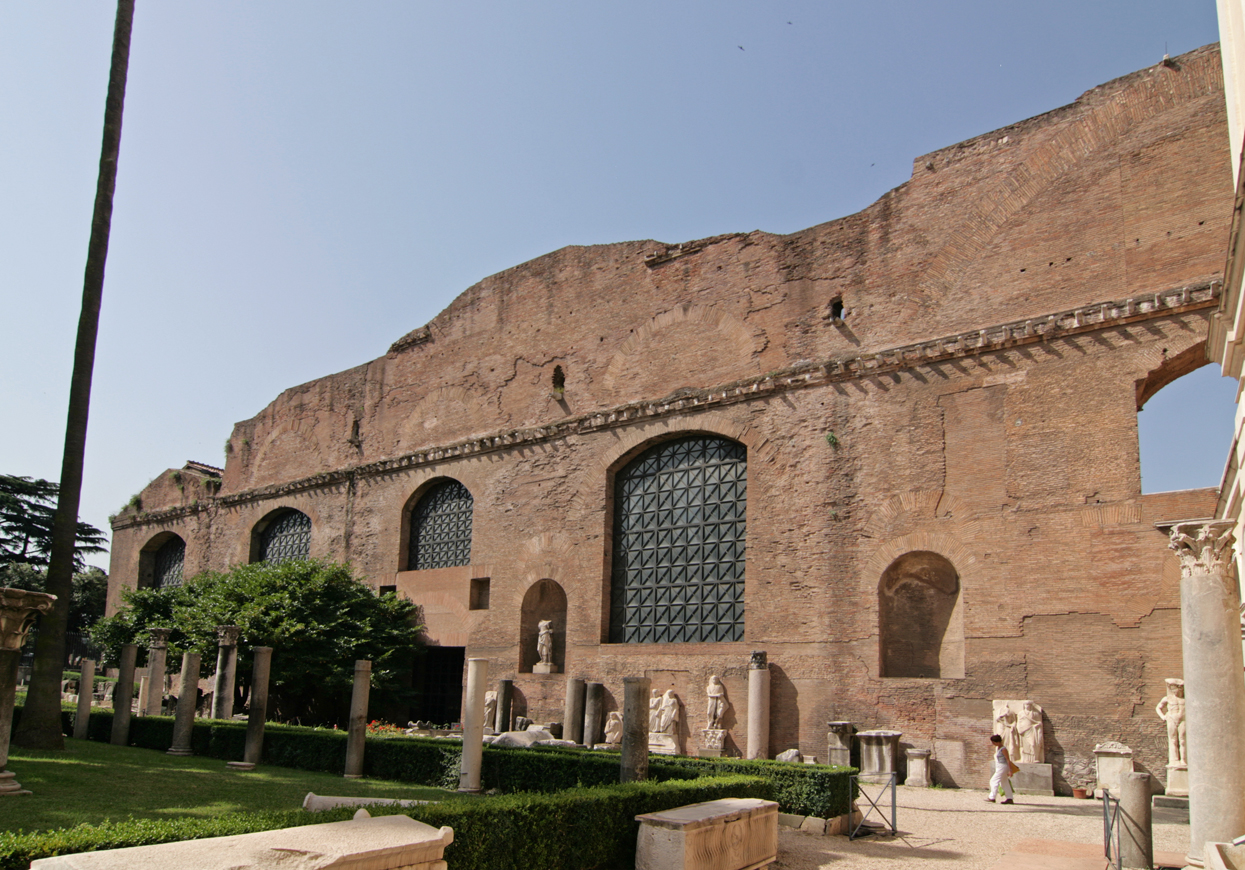
Les thermes de Dioclétien

Il est possible que leur place dominante dans le secteur de la brique et leur très grand enrichissement ait été favorisé par la reconstruction qui suit le grand incendie de Rome en 64, ainsi que par le lien des Domitii avec les différents empereurs, leur octroyant le monopole sur certains monuments publics. Un de leurs concurrents, Marcus Rutilius Lupus, préfet de l'annone et préfet d'Égypte sous Trajan, est connu. Ses liens avec Trajan puis Hadrien lui donnent aussi une place importante pour se voir octroyer des monuments publics, donc certains en commun avec les Domitii.

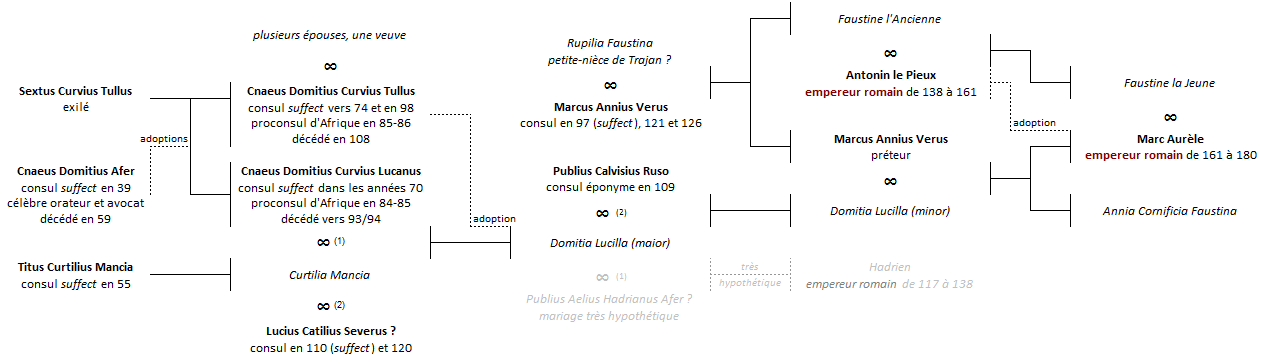
La famille des Domitia Lucilla (Maior et Minor, mère et fille), à l'époque des Antonins. Arbre non exhaustif.

### Mariages et héritiers
Tullus a probablement eu plusieurs épouses, dont une certaine Ummidia Quadratilla. Par ailleurs, Dasumia Polla n'est peut-être pas le nom de sa mère, mais celui de sa veuve, considérée de grande vertu malgré une union qu'on leur avait reproché. A moins qu'il ne s'agisse de Domitia Longina, la veuve de Domitien, que Tullus aurait épousé. Ce mariage de vieillard aurait alors défrayé la chronique à Rome,,,. Cette hypothèse reste très discutable et aucune source ne vient l'étayer.
La seule certitude que l'on ait est que Tullus a été marié, laissant une veuve à sa mort, mais qu'il n'a aucun enfant,.
Lucanus épouse Curtilia Mancia, d'une famille sénatoriale italienne, la fille du consulaire Titus Curtilius Mancia, suffect en 55. De ce mariage naît Domitia Lucilla Major,. Curtilia Mancia épouse vraisemblablement en secondes noces Lucius Catilius Severus Julianus Claudius Reginus.
Pline le Jeune nous apprend que Curtilius Mancia, qui est à la tête d'une immense fortune, déteste son gendre Lucanus, mais n'a de descendance qu'une petite-fille, Domitia Lucilla. Par conséquent, il fait mettre dans son testament qu'elle est son héritière que si Lucanus renonce à ses droits sur sa fille. Pour que l'héritage puisse être perçu à la mort de Curtilius Mancia, Lucanus émancipe alors sa fille. Cependant, son frère Tullus adopte alors Domitia, sa nièce, devenant son nouveau pater familias. Ainsi, à la mort de Curtilius Mancia, les deux frères, qui gèrent leurs biens en indivision, héritent bien de la fortune via leur fille et nièce,,, faisant fi des volontés du défunt. Comme le déclare Pline le Jeune, le testament est donc éludé. Cela se déroule sous le règne des Flaviens.
Pline le Jeune cite le testament de Domitius,, daté de 108 ou début 109, et dit de lui qu'« il vient de se montrer en mourant bien meilleur qu'il n'a paru pendant sa vie » et que dans sa vie, « il s'est livré à toutes les obsessions ». Il rapporte ensuite les réactions à Rome, où certains traitent Tullus « de fourbe, d'ingrat, d'oublieux ». Pline rapporte qu'à la fin de sa vie, Tullus est « perclus et paralytique de tout son corps, qu'il ne jouissait de sa richesse que des yeux, et ne se remuait même dans son lit, que par le secours d'autrui ». Par ailleurs, le testament épigraphique dit « de Dasumius », gravé sur le marbre d'un monument funéraire sur la via Appia, fait probablement référence au testament cité par Pline, donc serait celui de Tullus,.

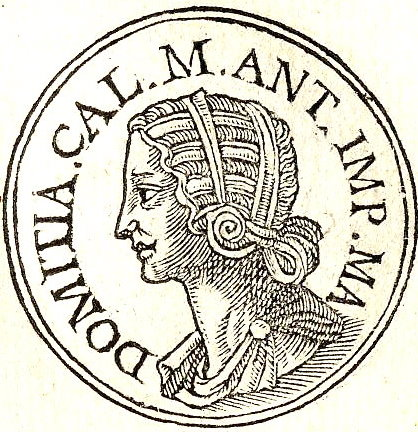
Domitia Lucilla Minor, portrait imaginaire du Promptuarii Iconum Insigniorum de Guillaume Rouillé - 1553.

À la mort du dernier des deux frères, Domitia Lucilla hérite de la moitié de l'immense fortune, provenant de son grand-père maternel, Curtilius Mancia, de son père Lucanus, de son oncle et père adoptif Tullus, héritiers eux-mêmes d'un père adoptif richissime, Domitius Afer dont ils ont su faire fructifier les biens,,. Si l'on suit le testament dit « de Dasumius » et la lettre de Pline, les autres principaux héritiers sont le mari de Domitia pour un tiers, la veuve de Tullus, sa mère, puis les enfants des deux mariages de sa fille,,. Pline le Jeune loue le testament de Domitius, qui a le mérite que tous les membres de sa famille reçoivent une part juste de l'héritage,. De plus, nombre de personnalités figurent sur le testament, telles que l'empereur Trajan et les consulaires Quintus Sosius Senecio et Lucius Iulius Ursus Servianus.

### Descendance impériale
On considère généralement qu'à la mort de Tullus, Lucilla est l'épouse de Publius Calvisius Ruso, le mariage ayant lieu en 103 au plus tard. Calvisius Ruso devient consul éponyme en 109 sous le nom de Publius Calvisius Tullus Ruso, le rajout de Tullus dans le nom ferait suite à l'héritage,.
Il s'agit là d'un second mariage pour Lucilla, qui a eu plusieurs enfants d'un premier mariage dans les années 80. En effet, Pline signale que le testament de Tullus fait des legs multiples et considérables à ses petits-enfants. La question se pose de savoir si son premier époux ne serait pas Publius Aelius Hadrianus Afer, et donc qu'elle serait la Domitia mère de l'empereur Hadrien,,. Cependant, on considère généralement que la mère d'Hadrien est morte avant Afer, qu'Hadrien est alors orphelin à dix ans et on sait qu'il a alors comme tuteurs Trajan et Publius Acilius Attianus. De plus, les sources antiques n'appuient pas cette thèse, ce qui est très surprenant si elle est vraie, sans pour autant formellement la contredire. Il est à noter aussi que si cette hypothèse est juste, Domitia Lucilla serait à la fois mère d'Hadrien et grand-mère de Marc Aurèle.

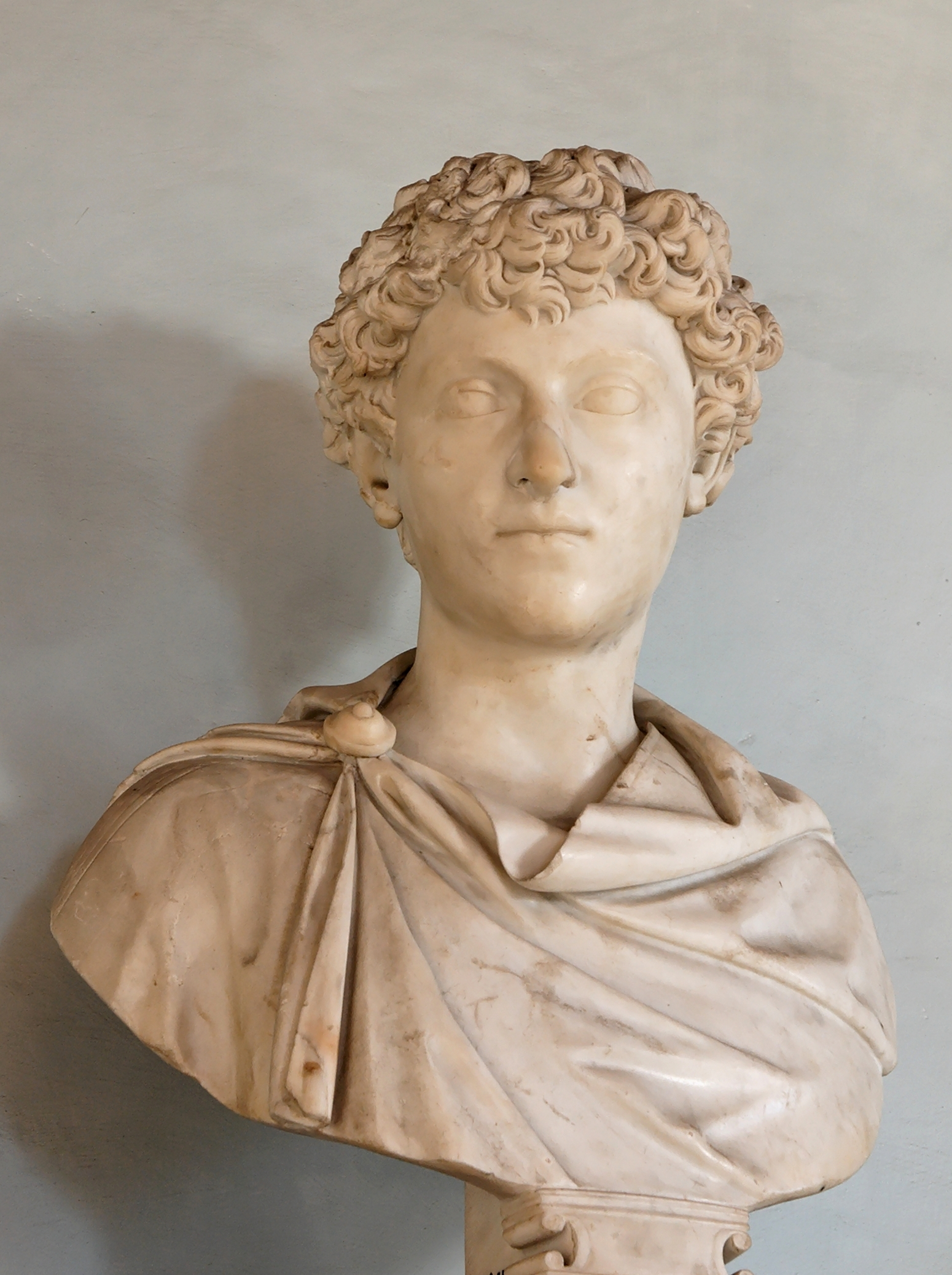
Marc Aurèle adolescent.

En effet, Lucilla a au moins une fille, Domitia Lucilla Minor, probablement de Calvisius, qui hérite de l'immense fortune de ses parents. Vers 118, elle épouse le fils du consulaire Marcus Annius Verus, suffect en 97, et qui sera consul éponyme en 121 et 126. Sa belle-sœur est donc Faustine l'Ancienne, épouse d'Antonin le Pieux et impératrice romaine divinisée. Lucilla et Verus ont deux enfants qui atteignent l'âge adulte, le futur empereur Marc Aurèle et une fille, Annia Cornificia Faustina. Verus meurt dès 124 lorsque Marc Aurèle n'a que trois ans. Elle est la grand-mère de Commode et a aussi élevé dans sa propre maison un autre futur empereur, Didius Julianus.

## Sources

### Divers
- Site empereurs-romains.net, Vox Populi, « Les richissimes frères Domitius, ancêtres de Marc Aurèle, et leurs briqueteries ».
- CIL XI, 5210, Fulginia, Ombrie. Inscription détaillant la carrière des deux frères.